# Sistema di coordinate eclittiche
Il sistema di coordinate eclittiche è un sistema di coordinate celesti comunemente usato per rappresentare le posizioni e le orbite degli oggetti del Sistema Solare. Poiché i pianeti (tranne Mercurio) e molti piccoli corpi del sistema solare hanno orbite con piccole inclinazioni rispetto all'eclittica, è conveniente utilizzarlo come piano fondamentale. L'origine del sistema può essere il centro del Sole o il centro della Terra, la sua direzione primaria è verso il punto vernale, e viene applicata la regola della mano destra. Si possono utilizzare sia coordinate sferiche che coordinate rettangolari.

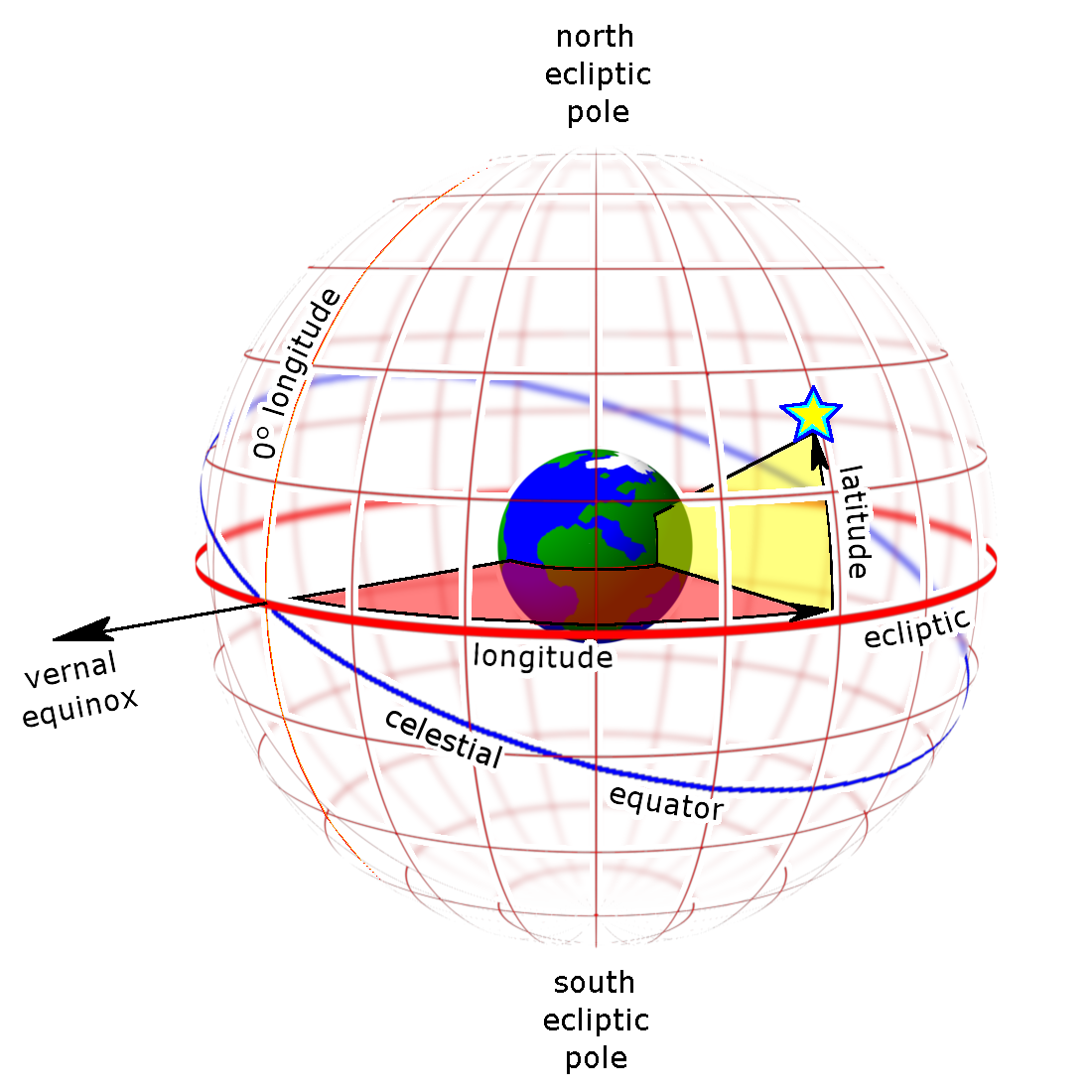
Coordinate eclittiche geocentriche viste dall'esterno della sfera celeste. La longitudine eclittica (rosso) è misurata lungo l'eclittica a partire dal punto vernale. La latitudine eclittica (giallo) è misurata perpendicolarmente al piano dell'eclittica. Qui è mostrato un globo completo; tuttavia, occorre tener conto che, ad eccezione di alcune comete e asteroidi, non ci sono oggetti del Sistema Solare con latitudine eclittica troppo elevata.

## Direzione primaria

Il moto apparente del Sole lungo l'eclittica (rosso) all'interno della sfera celeste. Sono mostrate le coordinate eclittiche(rosso). L'equatore celeste (blu) e le Sistema di coordinate equatoriali
coordinate equatoriali (blu), essendo inclinate rispetto all'eclittica, sembrano oscillare con l'avanzare del Sole.

L'equatore celeste e l'eclittica si stanno lentamente spostando a causa delle perturbazioni che vengono esercitate sulla Terra; quindi l'orientamento della direzione primaria e la loro intersezione con il punto vernale nell'emisfero settentrionale non sono fissi in assoluto. Un lento movimento dell'asse terrestre, la precessione, provoca un impercettibile ma continuo cambiamento di direzione verso ovest del sistema di coordinate attorno ai poli dell'eclittica, completando un giro in 26.000 anni circa. Sovrapposto a questo, vi è un piccolo movimento dell'eclittica, e una piccola oscillazione dell'asse terrestre, la nutazione.
Quando viene data una posizione in termini di coordinate eclittiche, occorre far riferimento a un sistema di coordinate che possa essere considerato fisso nello spazio; pertanto, per tenere conto dei sopra citati movimenti, bisogna specificare l'equinozio di una particolare data, l'epoca.
In astronomia, l'epoca è l'istante a cui sono riferite alcune coordinate celesti o alcuni elementi orbitali di un corpo celeste. L'epoca attualmente usata è J2000.0, corrispondente alla situazione al 1º gennaio 2000, tempo universale 12:00. Per conoscere la posizione di un oggetto celeste in un istante diverso, occorre sommare alle coordinate di J2000.0 tutti i moti conosciuti (precessione, nutazione, moto proprio, ecc).

## Coordinate sferiche
|               | sferiche   | sferiche | sferiche | rettangolari |
| longitudine   | latitudine | distanza |          | rettangolari |
| geocentriche  | λ          | β        | Δ        |              |
| eliocentriche | l          | b        | r        | x, y, z      |

La longitudine eclittica, o longitudine celeste (simboli: eliocentrica {\displaystyle l}, geocentrica {\displaystyle \lambda }), misura la distanza angolare di un oggetto lungo l'eclittica a partire dalla direzione primaria. Come l'ascensione retta nel sistema di coordinate equatoriali, la direzione primaria (0° di longitudine eclittica) è diretta verso il punto vernale. Trattandosi di un sistema destrorso, la longitudine eclittica viene misurata con valori positivi verso est nel piano fondamentale (l'eclittica) da 0° a 360°.
La latitudine eclittica, o latitudine celeste (simboli: eliocentrica {\displaystyle b}, geocentrica {\displaystyle \beta }), misura la distanza angolare di un oggetto dal piano dell'eclittica verso il polo nord dell'eclittica (positiva) o verso quello sud (negativa). Ad esempio, il polo nord dell'eclittica ha una latitudine celeste di +90°.
La distanza è inoltre necessaria per esprimere una posizione sferica completa (simboli: eliocentrica {\displaystyle r}, geocentrica {\displaystyle {\mathit {\Delta }}}). Unità di distanza differenti vengono utilizzate per oggetti diversi. All'interno del Sistema Solare, vengono usate le unità astronomiche, mentre per oggetti vicini alla Terra, si usano i raggi terrestri o i chilometri.
Nei tempi antichi, la longitudine eclittica veniva misurata utilizzando i dodici segni zodiacali, ognuno dei quali copriva 30° di longitudine. I segni corrispondevano all'incirca alle costellazioni attraversate dall'eclittica. La longitudine era specificata in segni, gradi, minuti e secondi; per esempio una longitudine di  19° 55' 58" era a 19,933° est dall'inizio del segno Leone, situato a 120° dall'equinozio di primavera.

## Coordinate rettangolari

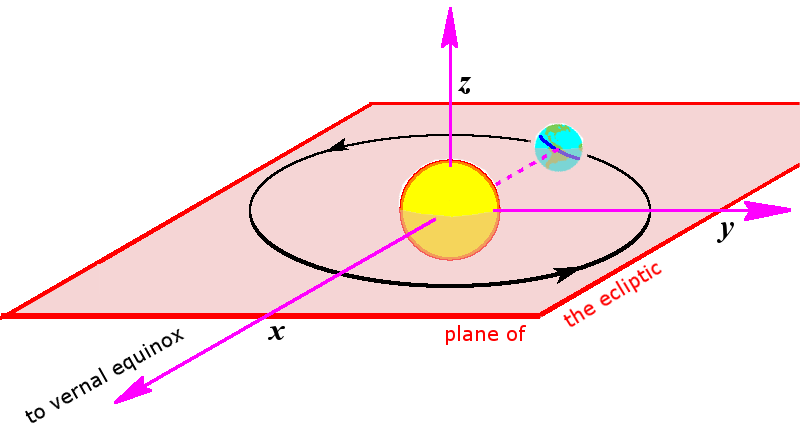
Coordinate eclittiche eliocentriche. L'origine è il centro del Sole. Il piano fondamentale è quello dell'eclittica. La direzione principale (l'asse x) è verso il punto vernale. Per la regola della mano destra, l'asse y è a 90° est nel piano fondamentale, mentre l'asse z punta verso il polo nord dell'eclittica. Il sistema di riferimento è (relativamente) stazionario, allineato con il punto vernale.

C'è una variante delle coordinate eclittiche, le coordinate rettangolari, spesso utilizzate nei calcoli orbitali. Esse hanno come origine il centro del Sole, come piano fondamentale il piano dell'eclittica, come direzione primaria (l'asse {\displaystyle x}) quella verso il punto vernale, cioè il punto nel quale il Sole attraversa l'equatore celeste in direzione nord nella sua apparente rivoluzione annuale attorno all'eclittica; inoltre utilizzano la regola della mano destra, con l'asse {\displaystyle y} a 90° est nel piano fondamentale e l'asse {\displaystyle z} perpendicolare al piano {\displaystyle x}-{\displaystyle y} in senso destrorso.
Queste coordinate rettangolari sono legate alle corrispondenti coordinate sferiche da
{\displaystyle x=r\cos b\cos l}
{\displaystyle y=r\cos b\sin l}
{\displaystyle z=r\sin b}

## Conversione tra sistemi di coordinate celesti

### Conversione da coordinate eclittiche a coordinate equatoriali
La conversione consiste in una rotazione di angolo {\displaystyle \varepsilon } (l'obliquità dell'eclittica), e si calcola con la seguente moltiplicazione di matrici:
{\displaystyle {\begin{bmatrix}x_{equatoriale}\\y_{equatoriale}\\z_{equatoriale}\\\end{bmatrix}}={\begin{bmatrix}1&0&0\\0&\cos \varepsilon &-\sin \varepsilon \\0&\sin \varepsilon &\cos \varepsilon \\\end{bmatrix}}\!\cdot \!{\begin{bmatrix}x_{eclittica}\\y_{eclittica}\\z_{eclittica}\\\end{bmatrix}}}
Tale moltiplicazione di matrici corrisponde alle seguenti operazioni:
{\displaystyle x_{equatoriale}=x_{eclittica}}
{\displaystyle y_{equatoriale}=y_{eclittica}\cos \varepsilon -z_{eclittica}\sin \varepsilon }
{\displaystyle z_{equatoriale}=y_{eclittica}\sin \varepsilon +z_{eclittica}\cos \varepsilon }

### Conversione da coordinate equatoriali a coordinate eclittiche
Anche in questo caso la conversione consiste in una rotazione, e si calcola con la seguente moltiplicazione di matrici:
{\displaystyle {\begin{bmatrix}x_{eclittica}\\y_{eclittica}\\z_{eclittica}\\\end{bmatrix}}={\begin{bmatrix}1&0&0\\0&\cos \varepsilon &\sin \varepsilon \\0&-\sin \varepsilon &\cos \varepsilon \\\end{bmatrix}}\!\cdot \!{\begin{bmatrix}x_{equatoriale}\\y_{equatoriale}\\z_{equatoriale}\\\end{bmatrix}}}
dove {\displaystyle \varepsilon }, come nel caso precedente, è l'obliquità dell'eclittica.
Tale moltiplicazione di matrici corrisponde alle seguenti operazioni:
{\displaystyle x_{eclittica}=x_{equatoriale}}
{\displaystyle y_{eclittica}=y_{equatoriale}\cos \varepsilon +z_{equatoriale}\sin \varepsilon }
{\displaystyle z_{eclittica}=z_{equatoriale}\cos \varepsilon -y_{equatoriale}\sin \varepsilon }